# Дорогожичи
Дорого́жичи (укр. Дорого́жичі) — историческая местность Киева. Вероятно, в средневековье Дорогожичи охватывали территорию в районе современной Лукьяновской площади.
Во времена Древнерусского государства на Дорогожичах, между горой Глубочицей и ручьём Скоморох (в сторону современной ул. Маршала Рыбалко), существовала таможня с земляным укреплением. По другой версии Дорогожичи находились около Кирилловского монастыря (Куренёвка). Упоминаются с 988. Все версии о происхождении названия (как места, где сходятся дороги, от словосочетания «дорого жить») не имеют научного подтверждения.
Сороковая станция Киевского метрополитена названа «Дорогожичи».